# Thrypticus cuneatus
Thrypticus cuneatus är en tvåvingeart som först beskrevs av Becker 1917.  Thrypticus cuneatus ingår i släktet Thrypticus och familjen styltflugor. Arten är reproducerande i Sverige. Inga underarter finns listade i Catalogue of Life.